# Eldkoraller
Eldkoraller, familjen Milleporidae, med ett enda släkte, Millepora, är en grupp nässeldjur som tillhör klassen hydrozoer (Hydrozoa). Eldkoraller förekommer i korallrev i tropiska, grunda hav. De är kolonibildande och som deras trivialnamn antyder kan de likna de egentliga korallerna i klassen koralldjur (Anthozoa) genom att kolonierna har ett kalkskelett och kan ha liknande former (busklika, massiva eller skorplika) som de äkta korallerna. Men eftersom eldkoraller är hydrozoer är de närmare släkt med maneter (klassen Scyphozoa) än med koralldjur. 
Eftersom de har kalkskelett tillhör eldkoraller de organismer som bygger upp korallrev.
Det förekommer att eldkoraller och Stylasteridae, som också är en familj hydrozoer, tillsammans kallas hydrokoraller. De två grupperna har tidigare varit klassade som ordningar, under namnen Milleporina och Stylasterina, men i nyare systematik är de båda grupperna familjer inom ordningen Anthoathecata. Benämningen kommer sig av att båda grupperna i en äldre systematik ingick i samma ordning, som på svenska kallades hydrokoraller.

## Arter
Enligt World Register of Marine Species (WoRMS) innehåller släktet Millepora 16 arter.
- Millepora alcicornis
- Millepora boschmai
- Millepora braziliensis
- Millepora complanata
- Millepora dichotoma
- Millepora exaesa
- Millepora foveolata
- Millepora intricata
- Millepora laboreli[1]
- Millepora latifolia
- Millepora nitida
- Millepora nodulosa[1]
- Millepora platyphylla
- Millepora squarrosa
- Millepora striata
- Millepora tenera

I Catalogue of Life 2011 listades 16 arter. Av dessa ses två i WoRMS som synonymer; Millepora aspera som ses som synonym till Errina aspera (familjen Stylasteridae) och Millepora tenella som ses som synonym till Millepora tenera.
Två i WoRMS listade arter som ej listades i COL 2011 är Millepora laboreli och Millepora nodulosa.

## Bildgalleri

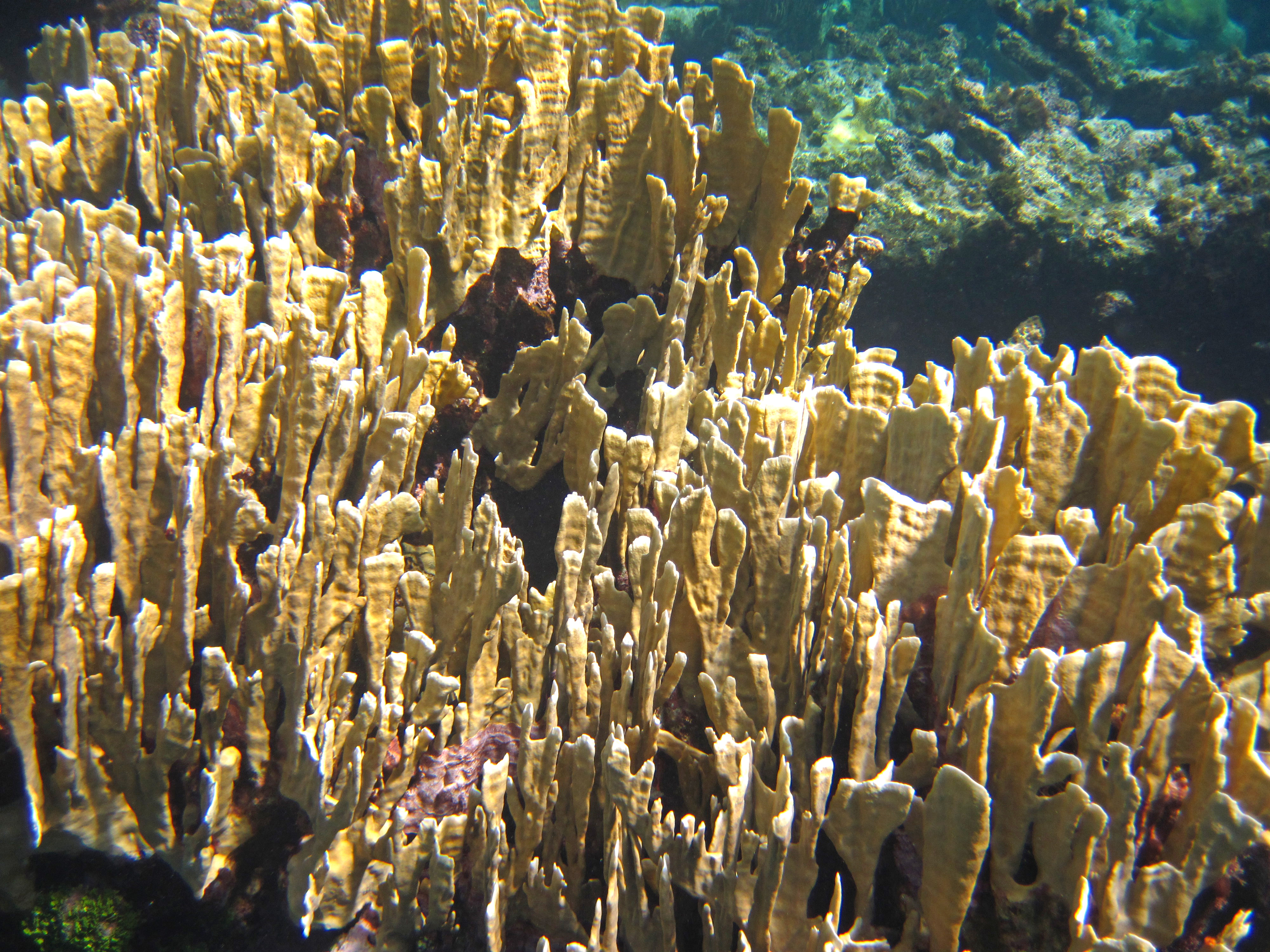
Millepora complanata
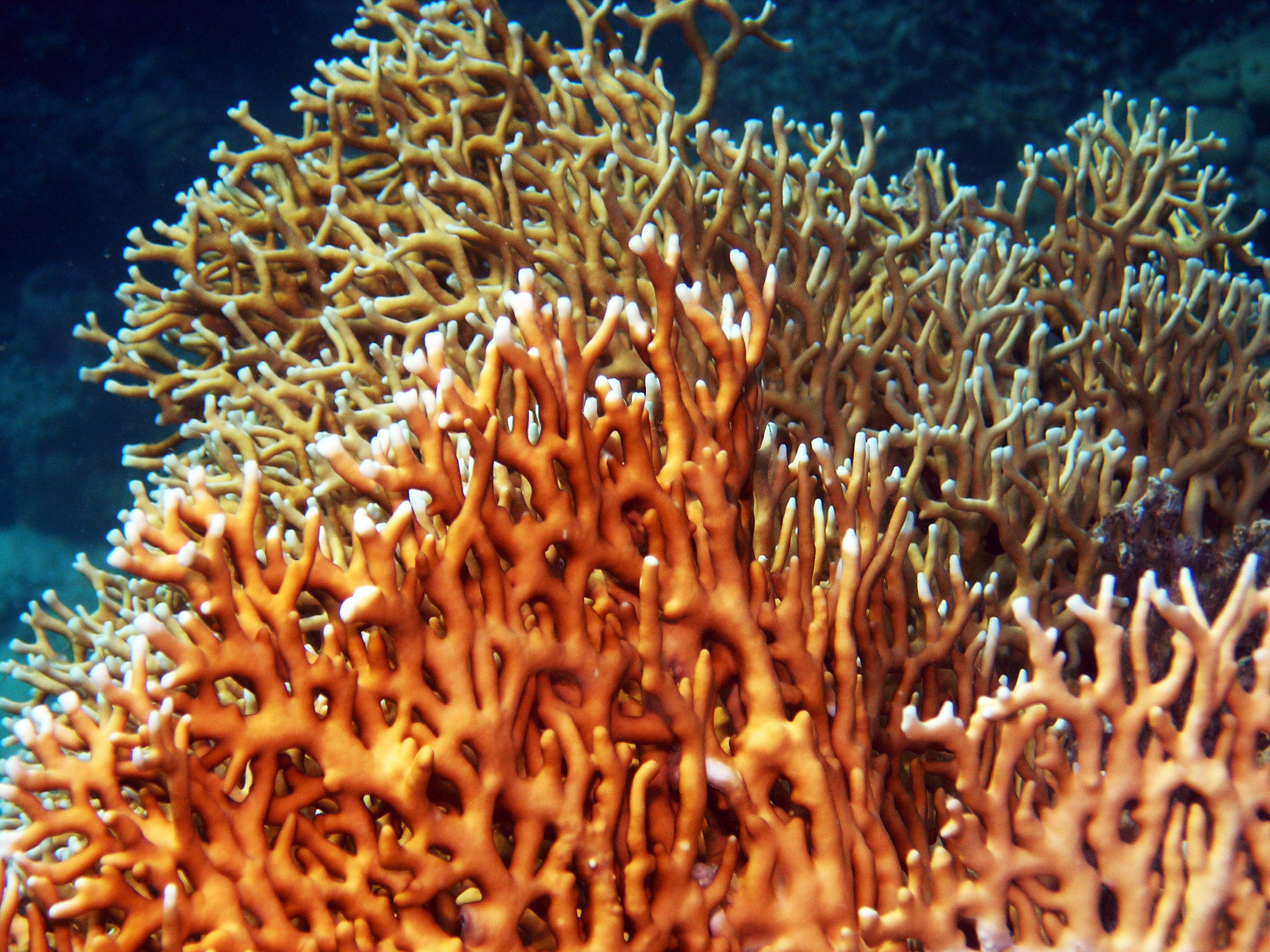
Millepora dichotoma
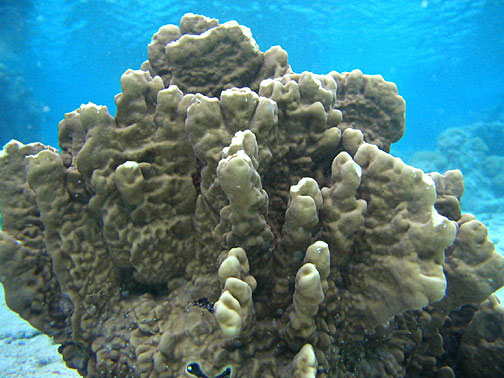
Millepora exaesa
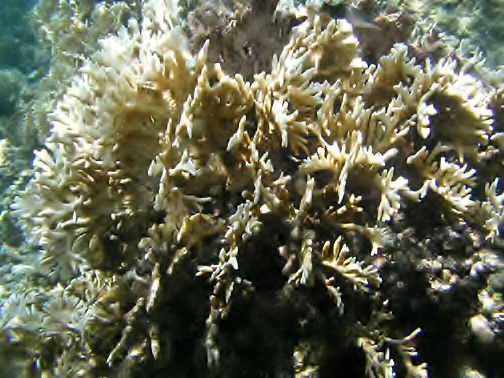
Millepora intricata
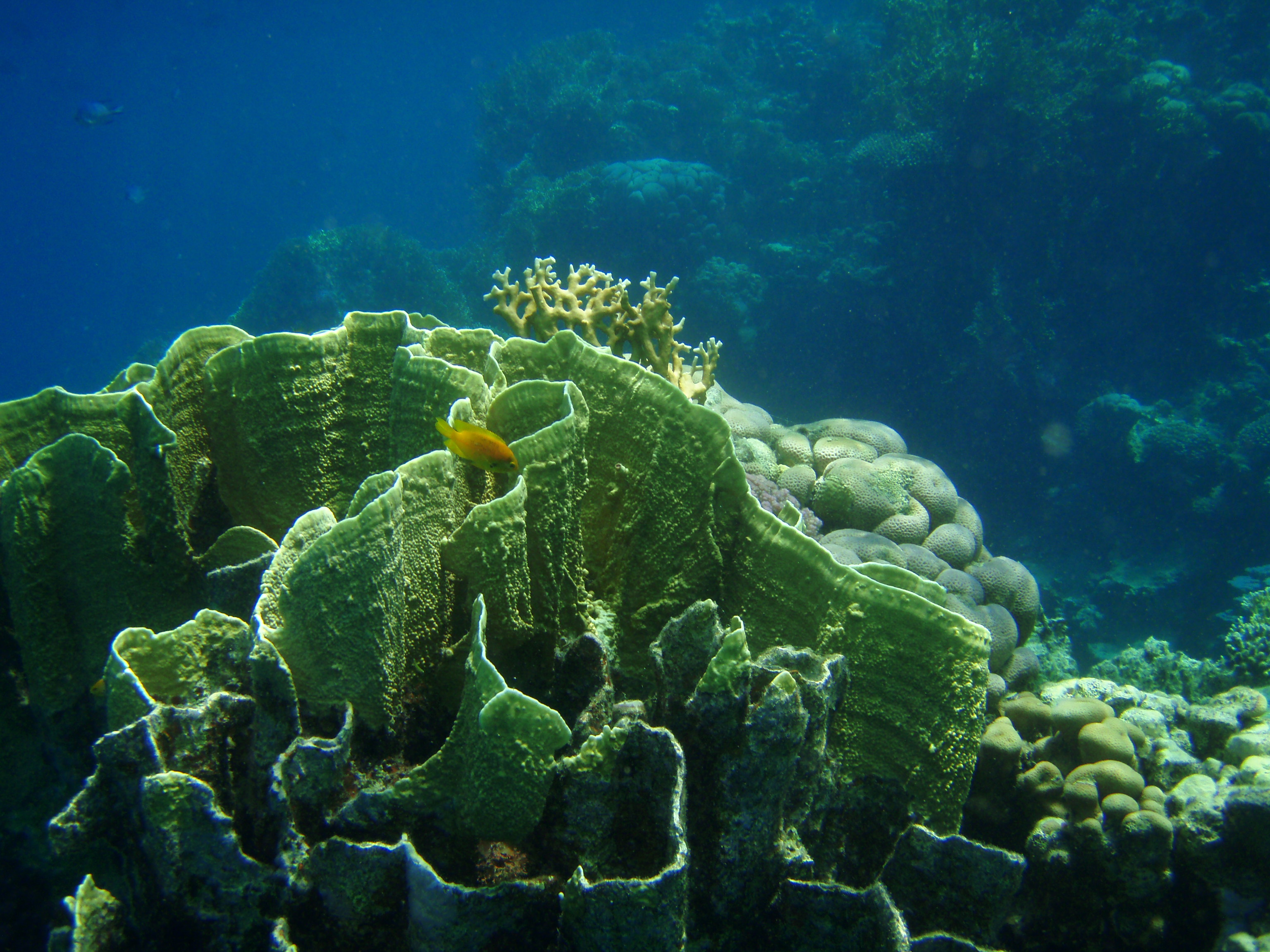
Millepora platyphylla